# Széri-Varga Géza
Széri-Varga Géza (Budapest, 1951. november 26. –) magyar szobrászművész.

## Életpályája
1976-ban végzett a  Magyar Képzőművészeti Főiskolán, ahol mesterei Borbás Tibor, Mikus Sándor és  Somogyi József voltak.
Tornyai János Múzeum és a Békéstáji Művészeti Társaság tagja, 1989-ben a Nyíregyháza-Sóstói Művésztelepen dolgozott.

## Díjai, elismerései
- 1978 és 1981 között Derkovits-ösztöndíjban részesült;
- 1979–1991: Alföldi Tárlatok, I. díj és különdíjak;
- 1985: Fiatalok a békéért, III. díj;
- 1986: Koszta-díj;
- 1987: Együtt a békéért, I. díj;
- 1990: Békés Megye Művészeti Díja;
- Magyar Mezőgazdaság, I. díj;
- 1991: Soproni Érembiennálé, lektorátus díja;
- 1992: 39. Vásárhelyi Őszi Tárlat lektorátus díja.
- 2020: Ezüstgerely díj, II. díj[2]

## Művei

### Portrék
- Madách Imre
- Németh László
- Székely Aladár

### Érmek
- Csontváry-érem
- Janikovszky Éva-díj plakettje

## Egyéni kiállításai
- 1978 • Mini Galéria, Budapest
- 1982 • Művelődési Központ, Tata
- 1983 • Az én műhelyem, Mohácsy Mátyás, Békéscsaba
- 1985 • Pedagógiai Művelődési Ház, Budapest [Várkonyi Jánossal]
- 1986 • Munkácsy Mihály Múzeum, Békéscsaba
- 1989 • Megyei Könyvtár, Békéscsaba
- 1998 • Komáromi Kisgaléria, Komárom
- 2000 • Terebes

## Válogatott csoportos kiállításai
- 1978 • Magyar Szobrászat, Műcsarnok, Budapest
- 1979, 1987 • VI., X. Országos Kisplasztikai Biennálé, Pécs
- 1979-től • Tavaszi Tárlat, Salgótarján
- 1987-től • Nyári Tárlat, Debrecen • Szeged
- 1982 • FIDEM, London
- 1983-tól • Országos Éremművészeti Biennálé, Lábasház, Sopron
- 1989 • XIII. Nemzetközi Éremművészeti és Kisplasztikai Alkotótelep zárókiállítása, Nyíregyháza
- 1994 • FIDEM, Magyar Nemzeti Galéria, Budapest
- 1997 • Szobrok, Pataky Galéria, Budapest
- 2001 • Szobrászaton innen és túl, Műcsarnok, Budapest.

## Művei közgyűjteményekben
- Janus Pannonius Múzeum, Pécs
- Munkácsy Mihály Múzeum, Békéscsaba
- Tornyai János Múzeum, Hódmezővásárhely
- Városi Galéria, Nyíregyháza.